# Versluys Cyclocross
Le Versluys Cyclocross, aussi connu sous les noms Ereprijs Paul Herygers ou Silvestercyclocross, est une course de cyclo-cross créée en 1993 et disputée à Bredene, dans la province de Flandre-Occidentale, en Belgique. D'abord implantée à Veldegem jusqu'en 2004, elle se déroule ensuite à Thourout jusqu'en 2008. Depuis 2016, la course est une des épreuves de l'Ethias Cross.
Traditionnellement, il s'agit de la dernière épreuve majeure de l'année.

## Palmarès

### Hommes élites
| Année | Vainqueur             | Deuxième               | Troisième              |
| ----- | --------------------- | ---------------------- | ---------------------- |
| 1993  | Filip Van Luchem      | Paul Herygers          | Alex Moonen            |
| 1996  | Paul Herygers         | Peter Van Den Abeele   | Peter Willemsens       |
| 1997  | Mario De Clercq       | Danny De Bie           | Sven Nys               |
| 1998  | Peter Van Den Abeele  | Bjorn Rondelez         | Paul Herygers          |
| 1999  | Bart Wellens          | Mario De Clercq        | David Willemsens       |
| 2000  | Bart Wellens          | Mario De Clercq        | Kipcho Volckaerts      |
| 2001  | Sven Vanthourenhout   | Bart Wellens           | Mario De Clercq        |
| 2002  | Mario De Clercq       | Sven Vanthourenhout    | Dariusz Gil            |
| 2003  | Sven Vanthourenhout   | Bjorn Rondelez         | David Willemsens       |
| 2004  | Mario De Clercq       | Tim Van Nuffel         | David Willemsens       |
| 2005  | Gerben de Knegt       | Klaas Vantornout       | Davy Commeyne          |
| 2006  | Sven Vanthourenhout   | Gerben de Knegt        | Davy Commeyne          |
| 2007  | Klaas Vantornout      | Ben Berden             | Francis Mourey         |
| 2008  | Klaas Vantornout      | Marco Bianco           | Ben Berden             |
| 2009  | Dieter Vanthourenhout | Martin Zlamalik        | Niels Albert           |
| 2010  | Zdeněk Štybar         | Sven Nys               | Niels Albert           |
| 2011  | Jan Denuwelaere       | Zdeněk Štybar          | Dieter Vanthourenhout  |
| 2012  | Sven Nys              | Niels Albert           | Zdeněk Štybar          |
| 2013  | Zdeněk Štybar         | Rob Peeters            | Dieter Vanthourenhout  |
| 2014  | Wout van Aert         | Gianni Vermeersch      | Tim Merlier            |
| 2015  | Dieter Vanthourenhout | Michael Vanthourenhout | Klaas Vantornout       |
| 2016  | Wout van Aert         | Laurens Sweeck         | Gianni Vermeersch      |
| 2017  | Wout van Aert         | Mathieu van der Poel   | Quinten Hermans        |
| 2018  | Wout van Aert         | Quinten Hermans        | Jens Adams             |
| 2019  | Mathieu van der Poel  | Tim Merlier            | Gianni Vermeersch      |
| 2020  | Mathieu van der Poel  | Toon Aerts             | Michael Vanthourenhout |
| 2021  | Eli Iserbyt           | Laurens Sweeck         | Michael Vanthourenhout |

### Femmes élites
| Année | Vainqueur           | Deuxième       | Troisième          |
| ----- | ------------------- | -------------- | ------------------ |
| 2016  | Thalita de Jong     | Ellen Van Loy  | Jolien Verschueren |
| 2017  | Alice Maria Arzuffi | Helen Wyman    | Loes Sels          |
| 2018  | Lucinda Brand       | Loes Sels      | Eva Lechner        |
| 2019  | Sanne Cant          | Anna Kay       | Rebecca Fahringer  |
| 2020  | Blanka Kata Vas     | Sanne Cant     | Alicia Franck      |
| 2021  | Denise Betsema      | Yara Kastelijn | Puck Pieterse      |